# وایت هیون (مونتانا)
وایت هیون (به انگلیسی: White Haven) شهری در ایالت مونتانا کشور ایالات متحده آمریکا است که جمعیت آن در سرشماری سال ۲۰۱۰ میلادی، ۵۷۷ نفر بوده‌است.